# Grizfolk
Grizfolk ist eine schwedisch-amerikanische Alternative-Rock-Band aus Los Angeles.

## Bandgeschichte
Der aus Florida stammende Sänger und Gitarrist Adam Roth war nach Kalifornien gegangen und trat dort ab 2011 mit der Band La Vie auf. Er lernte den Schweden Fredrik Eriksson kennen, der als Musikproduzent in die Staaten gegangen war. Beide arbeiteten zuerst bei einem Projekt zusammen und beschlossen dann 2013 zusammen mit Erikssons Landsmann Sebastian Fritze eine eigene Band zu gründen. Sie holten den Schlagzeuger Bill Delia von La Vie und den Gitarristen Brendan Willing James dazu und nannten sich zuerst Griz Adams nach der Hauptfigur Grizzly Adams der 70er-Jahre-Serie Der Mann in den Bergen. Später benannten sie sich in Grizfolk um.
Mit der Online-EP Indian Summer und insbesondere mit dem Song Vagabonds mit Nikola Bedingfield, der Schwester von Natasha Bedingfield, machten sie 2013 erstmals regional auf sich aufmerksam und konnten einen Plattenvertrag mit Virgin Records abschließen. Es folgte im Jahr darauf die EP From the Spark, mit der sie erstmals in die Heatseeker-Charts von Billboard kamen. Außerdem wurde der Song Way Back When in den Soundtrack des Animationsfilms Die Abenteuer von Mr. Peabody & Sherman aufgenommen. Es dauerte bis Anfang 2016, bis das Debütalbum Waking Up the Giants fertiggestellt war und veröffentlicht wurde. Es erreichte die Top 20 der Rock- und der Alternative-Charts und konnte sich auch in den offiziellen Billboard 200 platzieren.

## Mitglieder
ursprüngliche Besetzung
- Adam Roth (Sänger, Gitarrist)
- Sebastian Fritze
- Fredrik Eriksson
- Brendan James (Gitarrist, Sänger)
- Bill Delia (Schlagzeug)

## Diskografie
Alben
- Indian Summer (EP, 2013)
- From the Spark (EP, 2014)
- From the Road (EP, 2014)
- Waking Up the Giants (2016)

Lieder
- The Struggle (2013)
- Hymnals (2014)
- Way Back When (2014)
- Troublemaker (2015)